# Юльвиллер
Юльвиллер (фр. Uhlwiller) — коммуна на северо-востоке Франции в регионе Гранд-Эст (бывший Эльзас — Шампань — Арденны — Лотарингия), департамент Нижний Рейн, округ Агно-Висамбур, кантон Агно.
Площадь коммуны — 7,46 км², население — 687 человек (2006) с тенденцией к стабилизации: 702 человека (2013), плотность населения — 94,1 чел/км².

## Население
Население коммуны в 2011 году составляло 702 человека, в 2012 году — 702 человека, а в 2013-м — 702 человека.
| 1962 | 1968 | 1975 | 1982 | 1990 | 1999 | 2006 | 2008 | 2011 | 2012 | 2013 |
| ---- | ---- | ---- | ---- | ---- | ---- | ---- | ---- | ---- | ---- | ---- |
| 593  | 613  | 610  | 648  | 636  | 623  | 687  | 705  | 702  | 702  | 702  |

Динамика населения:

## Экономика
В 2010 году из 456 человек трудоспособного возраста (от 15 до 64 лет) 353 были экономически активными, 103 — неактивными (показатель активности 77,4 %, в 1999 году — 70,9 %). Из 353 активных трудоспособных жителей работали 333 человека (184 мужчины и 149 женщин), 20 числились безработными (11 мужчин и 9 женщин). Среди 103 трудоспособных неактивных граждан 28 были учениками либо студентами, 46 — пенсионерами, а ещё 29 — были неактивны в силу других причин.